# Maheou
Maheou ou Mahekou (马合口白族乡 en chinois simplifié, 麻河口镇) est un village situé dans le nord-ouest de la province de Hunan, dans le Xian de Sangzhi dans le Sud de la Chine,.